# Rödögd vireo
Rödögd vireo (Vireo olivaceus) är en art i fågelordningen tättingar som tillhör familjen vireor.

## Utseende och läte
Den rödögda vireon är ungefär lika stor som en talgoxe. Fågelns hållning är närmast att beskriva som vågrät. Hos adulta är irisen rödfärgad, därav namnet. Irisen hos fåglar under första kalenderåret (1K) är mer bruna. Fågeln är olivgrön på ryggen med en vit buk. En svart linje går igenom ögat och ovanför den går en vit linje. 
Lätet är ett distinkt lite vinande "chór" som repeteras om och om igen, samma "fråga" och samma "svar". Fågeln har rekordet i flesta sånger sjungna under en och samma dag av alla fågelsorter.

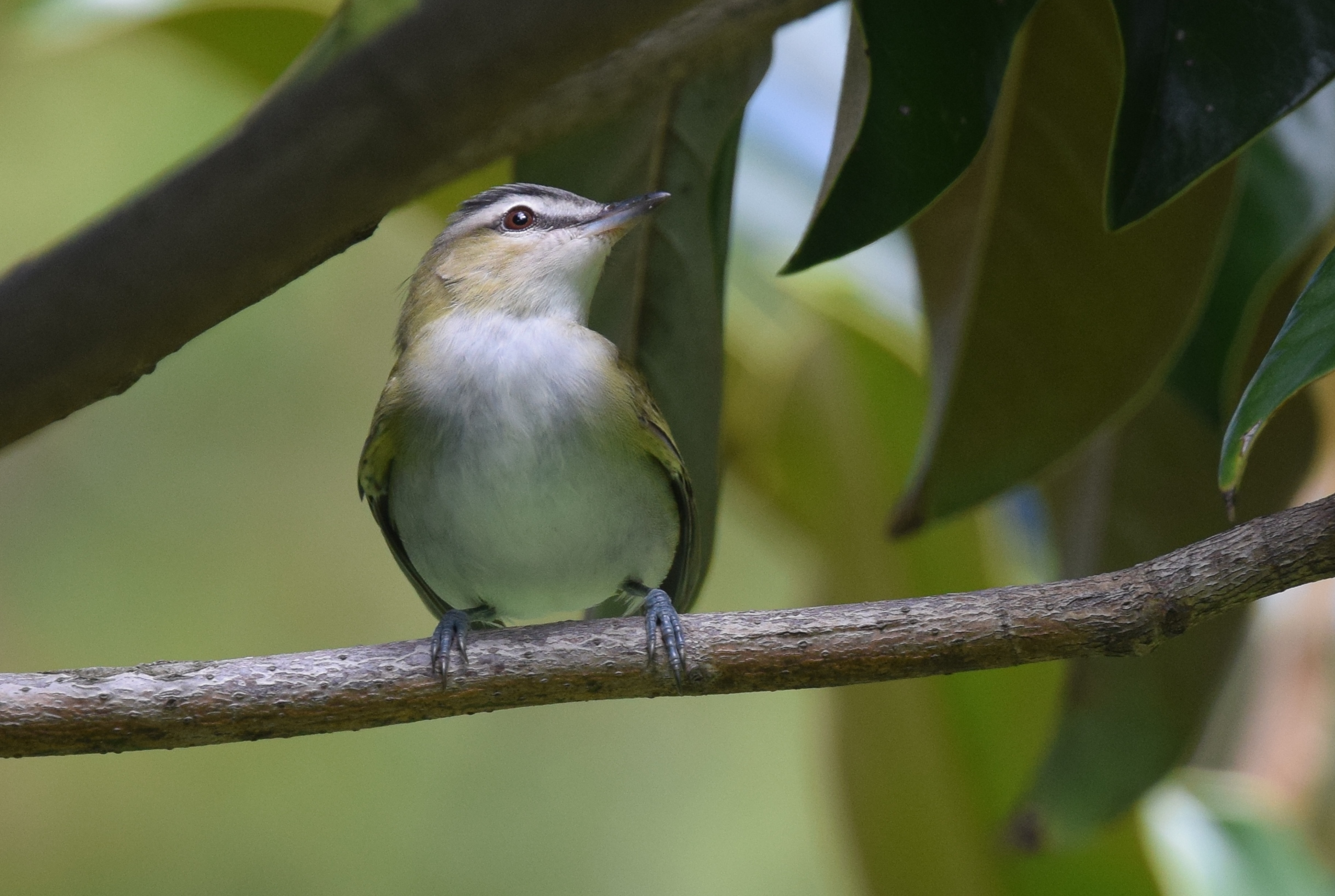

## Utbredning och systematik
Den rödögda vireon delades traditionellt upp i ett tiotal underarter som i sin tur delas upp i en eller två grupper. Den nordliga nominatgruppen olivaceus omfattade enbart underarten V. o. olivaceus som häckar i Kanada och USA är en långflyttare som övervintrar i tropiska Sydamerika. De övriga underarterna som häckar i norra och mellersta Sydamerika behandlades som gruppen chivi. Merparten av dessa underarter är stannfåglar och dessa nordligare häckningspopulationer behandlas av vissa auktoriteter som den egna gruppen griseobarbatus. De sydligare häckningspopulationerna, som då behandlas som underartsgruppen chivi, flyttar om vintern norrut, till Amazonområdet och södra Venezuela.  Artens liv har kartlagts av den svensk-kanadensiska ornitologen Louise de Kiriline Lawrence.
Efter genetiska studier har den sydliga gruppen numera urskiljts som en egen art, chivivireo (V. chivi). Rödögd vireo är därför idag en monotypisk art, endast omfattande den nordamerikanska populationen.
Arten har påträffats ett antal gånger i Europa, med över hundra fynd från Storbritannien men också Irland, Frankrike, Island, Danmark, Norge, Belgien och Nederländerna.

## Levnadssätt
Den rödögda vireon lever av insekter som den plockar från trädets bladverk, och då främst larver. Den äter också bär, särskilt före flytten, och vid övervintring, där träden Alchornea glandulosa och Bursera simaruba till och med kan locka dem till trädgårdar och parker. De är inte tillräckligt snabba för att snappa upp frukten i flykten men kan ses utföra akrobatiska konster eller till och med hänga upp och ner för att få tag på frukten.

### Häckning
Boet är skålformat och placerat i klykan på en trädgren. Den rödögda vireon blir ibland offer för häckningsparasiter, framförallt brunhuvad kostare (M. ater). Parasitism av endoparasiter och trypanosomans, ett släkte som bland annat kan ge människan afrikansk sömnsjuka och andra djur blodbrist, påverkar inte sällan dessa fåglar, enligt en studie av arten i Colombia. Endast tre fåglar samlades in, men alla tre visade sig bära på någon av parasiterna.

## Status och hot
Arten har ett stort utbredningsområde och en stor population, och tros öka i antal. Utifrån dessa kriterier kategoriserar internationella naturvårdsunionen IUCN arten som livskraftig (LC).